# Hembygdspark
Hembygdsparker finns på många platser och brukar i parkmiljö visa upp särdrag för den lokala bygden i form av till exempel byggnader, statyer eller andra utställningsföremål. Ofta finns även en scen och ett museum i anslutning till parken.

## Exempel på hembygdsparker
- Hembygdsparken i Bergsjö
- Hembygdsparken i Boarp
- Hembygdsparken i Braås
- Hembygdsparken i Broby
- Hembygdsparken i Degeberga
- Hembygdsparken i Hovslätt
- Hembygdsparken i Hultsfred
- Hembygdsparken i Hässleholm
- Hembygdsparken i Hästveda
- Hembygdsparken i Lammhult
- Landeryds hembygdspark
- Hembygdsparken i Målilla
- Hembygdsparken i Nässjö
- Hembygdsparken i Odensjö, Ljungby kommun
- Hembygdsparken i Traryd
- Hembygdsparken i Virserum
- Hembygdsparken i Ängelholm
- Forngådens hembygdspark i Vetlanda
- Hembygdsparken Römmen utanför Mörsil